# Antonio López Aguado

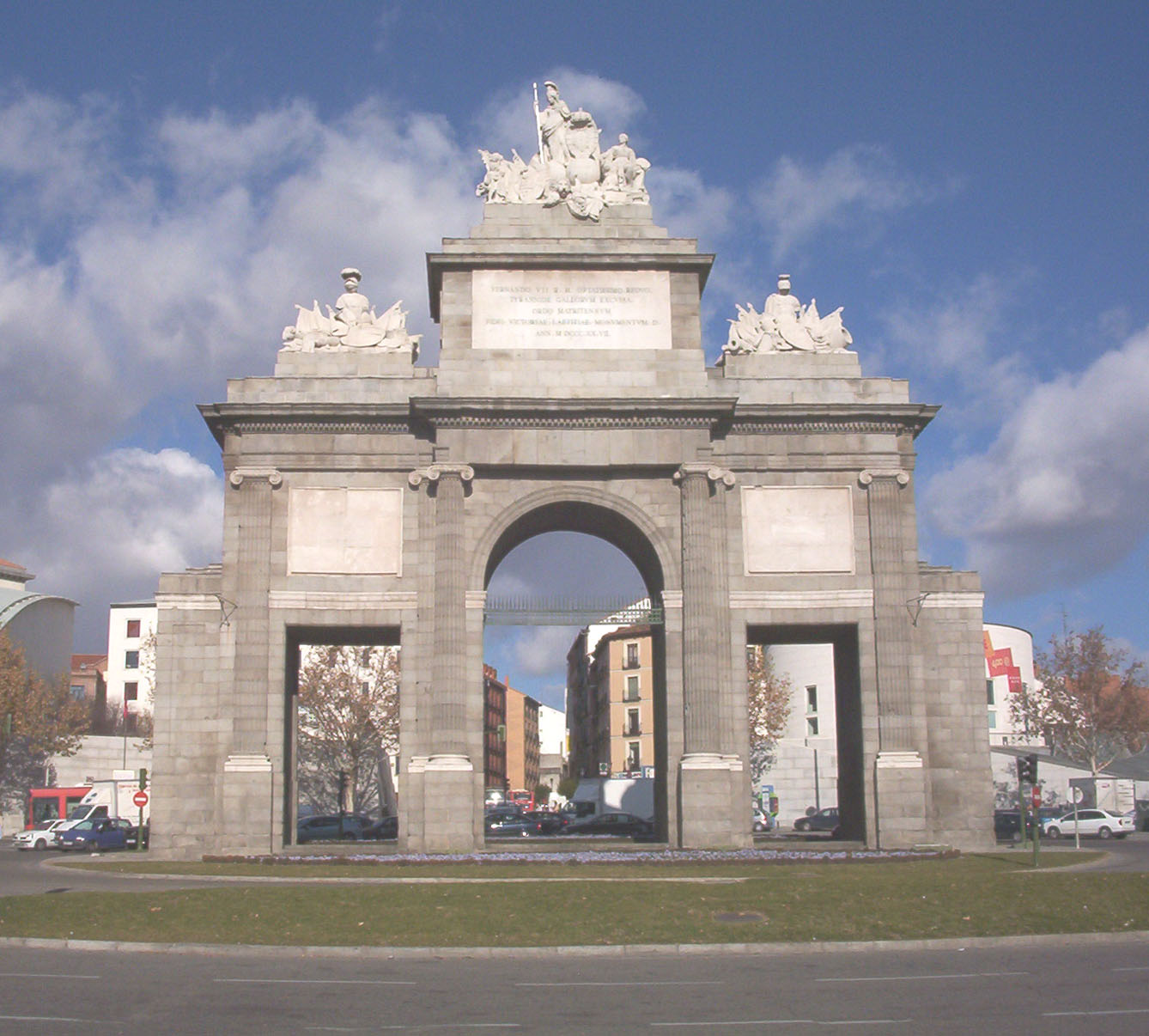
Façana sud de la Porta de Toledo.

Antonio López Aguado (Madrid, 1764 - 1831) va ser un arquitecte neoclàssic castellà.
Deixeble de Juan de Villanueva, va estudiar a la Reial Acadèmia de Belles Arts de San Fernando, i va rebre una beca per a continuar la seva formació a Itàlia i a França. El 1795 va ser nomenat professor i membre de la Comissió d'Arquitectura de l'Acadèmia. El 1799 va ser nomenat Tinent Director d'Arquitectura i finalment el 1805 Director d'Arquitectura.
El gruix de la seva producció es troba a Madrid (ciutat de la qual va ser nomenat mestre major, càrrec equivalent al d'arquitecte municipal el 1814), on va realitzar nombroses obres pel rei Ferran VII. Així, se li deuen la porta de Toledo i el projecte del Teatre Real. D'aquest últim, si bé la durada del període constructiu (López Aguado va començar la construcció el 1818 i es va perllongar fins a 1850, amb importants reformes durant el segle xx) que van desfigurar en gran manera el projecte. Són responsabilitat de López Aguado la planta en forma de pentàgon irregular allargat, la disposició enfront del Palau Reial a l'altre costat de la plaça d'Orient, i l'escena rectangular de gran grandària.
Va intervenir també en el disseny del que avui és el Parc del Caprici, a l'Albereda d'Osuna, on va construir, entre altres edificis, el Saló de Ball (1815), de planta octogonal. Per a l'Ajuntament de Madrid va construir el Casino de la Reina, de planta rectangular i envoltat de jardins. Va treballar també en la consolidació i acondicionament de l'edifici de Villanueva pel Museu Fernandino (1814-1831), en el que seria posteriorment el Museu del Prado. Altres obres seves són els palaus del marquès de la Sonora i del duc de Villahermosa (edifici que actualment alberga el Museu Thyssen-Bornemisza de Madrid, o el Palau de Fernán Núñez.
Fora de Madrid destaca el projecte del Real Balneari de la Isabela, una ciutat balneari situada al costat de Sacedón (Guadalajara) construït de 1817 a 1826. Actualment es troba sota les aigües del pantà de Buendía o els Banys de la Reina a Solán de Cabras (1817).